# Parocyusa crebrepunctata
Parocyusa crebrepunctata är en skalbaggsart som först beskrevs av Embrik Strand 1962.  Parocyusa crebrepunctata ingår i släktet Parocyusa, och familjen kortvingar. Enligt den finländska rödlistan är arten nära hotad i Finland. Enligt den svenska rödlistan är arten otillräckligt studerad i Sverige. Arten förekommer i Svealand och Övre Norrland. Artens livsmiljö är sjö- och älvstränder.